# Wayne Shelford
(Wayne Shelford su Francia ‒ Nuova Zelanda 16-3 del 1986 a Nantes)
Sir Wayne Thomas Shelford, detto Buck (Rotorua, 13 dicembre 1957), è un ex rugbista a 15 e allenatore di rugby a 15 neozelandese, terza linea centro di Auckland e North Harbour, campione del mondo 1987 con gli All Blacks.

## Biografia
Wayne Shelford crebbe rugbisticamente nella squadra di rugby della Western Heights High School di Rotorua, della cui prima squadra entrò a far parte nel 1973 e rimanendovi anche per l'anno successivo fino a quando, uscito da scuola, si arruolò nella marina militare neozelandese specializzandosi cannoniere.
Si guadagnò il soprannome di "Buck" da ragazzo, verosimilmente a causa di una malocclusione dentale (gergalmente, in inglese, buck teeth) di cui era affetto all'epoca.
Parallelamente, e compatibilmente con gli obblighi di servizio, portava avanti l'attività rugbistica sia in ambito civile nelle giovanili di Auckland, sia militare con una squadra composta da marinai imbarcati sulla sua unità che disputava incontri nei porti di attracco, sia ancora con la squadra ufficiale interforze dei NZ Combined Services.
Nel 1977 entrò in pianta stabile nella squadra della Marina Militare e l'anno seguente vinse il torneo interforze; nel 1979 guidò i NZ Combined Services alla vittoria contro la formazione di rugby delle forze armate australiane.
Nel 1981 esordì in campionato provinciale con Auckland e nel 1982 nei NZ Māori.
Nel 1985 fu incluso nel tour in Argentina degli All Blacks e fu con i Combined Services nel Regno Unito.
In tale anno si trasferì anche nella neo istituita provincia rugbistica di North Harbour, nata per scissione di alcuni club di Auckland.
Quando nel 1986 la federazione rugbistica sudafricana invitò un gruppo di giocatori neozelandesi, in via non ufficiale, a disputare una serie di incontri nel proprio Paese, all'epoca sotto bando internazionale per via della politica di segregazione razziale che perseguiva, Shelford figurò nella lista di coloro prescelti per la spedizione: una lista di proscrizione in Nuova Zelanda impediva di fatto ai giocatori che fossero stipendiati dal Governo di potersi recare in Sudafrica, quindi Shelford decise di congedarsi dalla Marina per poter partecipare al tour della squadra che divenne nota come New Zealand Cavaliers; al ritorno subì la squalifica di due gare internazionali, ma fu incluso comunque nella rosa che prese parte al tour in Europa: a quasi 29 anni d'età debuttò a Tolosa in un match molto fisico vinto contro la Francia, e fu schierato anche in occasione del secondo test match che si tenne allo stadio della Beaujoire e che passò alla storia come Battaglia di Nantes.

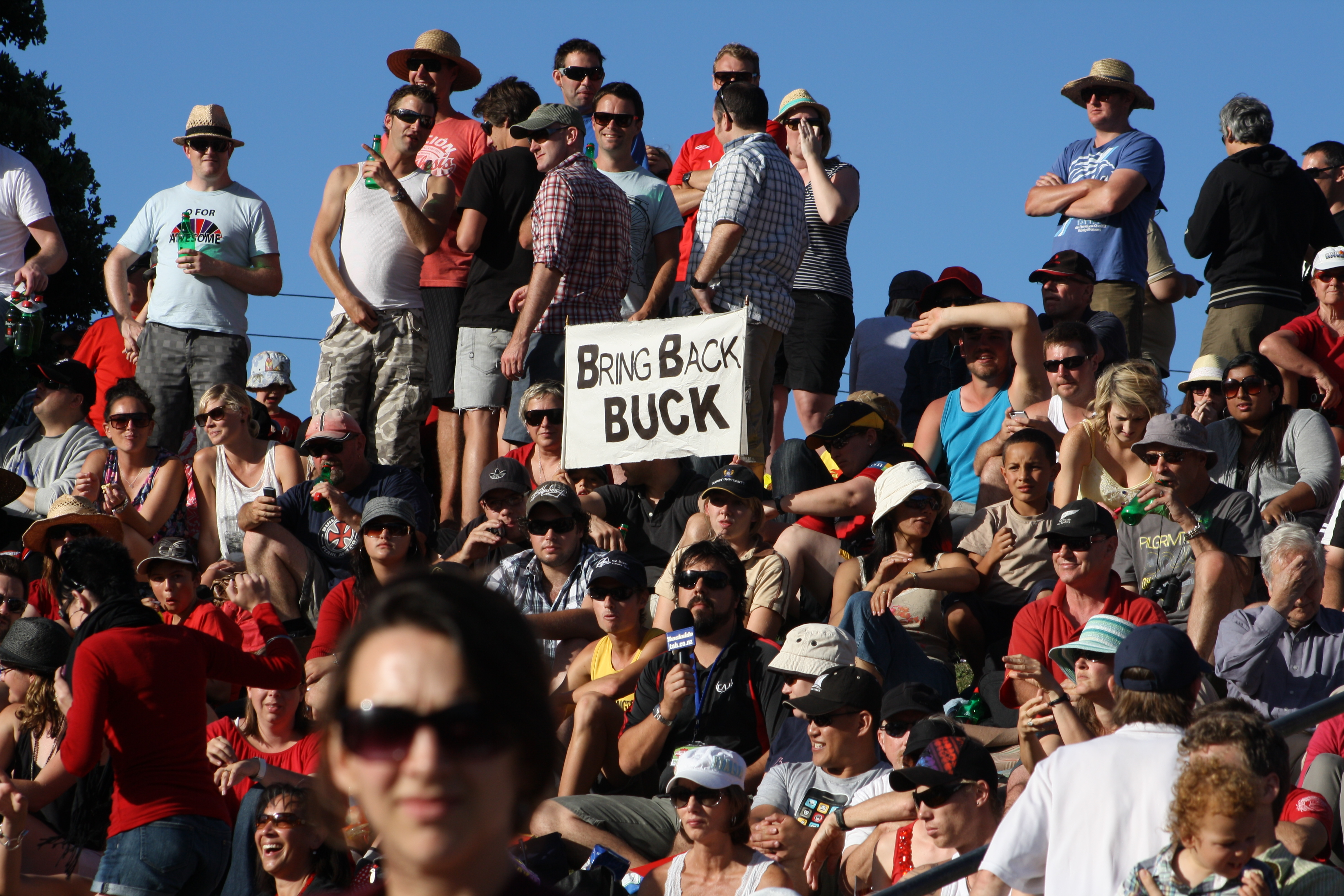
Uno striscione del 2011 che dice Bring Back Buck (ridateci Buck) esposto in ricordo delle manifestazioni del 1991 per riavere Shelford in Nazionale

I francesi, infatti, sconfitti nel primo incontro e battuti sul piano fisico, decisero di affrontare la Nuova Zelanda con maggior determinazione e aggressività rispetto a quanto mostrato nell'incontro precedente; secondo i ricordi dello stesso Shelford, intorno al ventesimo minuto del primo tempo il francese Ondarts, durante un duro contrasto, gli lacerò lo scroto con i tacchetti di alluminio delle sue scarpe, e ne provocò la fuoriuscita di un testicolo; nello scontro Shelford perse anche quattro denti.
Con il testicolo in una mano, Shelford chiese al medico della squadra un intervento d'urgenza: questi ricucì lo scroto del giocatore a bordo campo e Shelford riprese il gioco, salvo poi uscire in barella per commozione cerebrale, tanto da non ricordare neppure l'andamento della partita, che la Francia vinse 16-3.
Fu l'unica sconfitta in un test match per Shelford, che in totale disputò 22 incontri con 20 vittorie e un pareggio.
Ancora in tempi più recenti, quando la Nuova Zelanda dovette affrontare la Francia nella finale della Coppa del Mondo di rugby 2011 ad Auckland, Wayne Shelford, dalle colonne del New Zealand Herald ricordò l'episodio per mettere in guardia i suoi connazionali dal «gioco brutale» dei loro avversari, cosa questa che provocò polemiche da parte francese.
Avverso tale narrativa, ritenuta «leggendaria», il quotidiano tolosano la Dépêche du Midi sostenne nel 2015 che non vi sarebbe traccia né di scontri in cui Shelford avrebbe perso denti, né tantomeno lacerazioni scrotali, sia pur dando atto della durezza dell'incontro, certificata dalle numerose uscite per infortunio ambo le parti.
Nel 1987 Shelford fu convocato nella squadra che vinse la Coppa del Mondo, la cui finale fu disputata proprio contro la Francia.
Dopo la Coppa divenne capitano della squadra, che sotto la sua conduzione fu imbattuta in 14 incontri fino al 1990, quando fu inaspettatamente e polemicamente estromesso dalla squadra dal C.T. Alex Wyllie (secondo Shelford dovuta a «giochi politici», come affermato in un'intervista di vent'anni più tardi.
La squadra subì un pesante rovescio a Wellington per 21-9 a opera dell'Australia nel terzo incontro di Bledisloe Cup di quell'anno, e alcuni tifosi si presentarono davanti alla sede della federazione indossando magliette con delle lettere a formare la frase Bring Back Buck (ridateci Buck), ma fu inutile per far cambiare idea a Wyllie, che non convocò più Shelford.
Il giocatore, di origine maori, lasciò in eredità alla squadra una haka rivisitata, che lui stesso si impegnava a insegnare anche ai compagni di squadra bianchi affinché, sosteneva, potesse rappresentare al meglio la nazione.
Nel 1990 lasciò quindi la Nuova Zelanda per trasferirsi in Inghilterra al Northampton, in cui rimase tre campionati al termine dei quali, mentre meditava il ritorno in patria e il ritiro, gli giunse un'offerta in Italia dal Rugby Roma per allenare la squadra, anche se in seguitò scese in campo nella doppia veste di giocatore e tecnico; quella a Roma fu l'ultima esperienza da giocatore e, tornato in patria, assunse la conduzione di North Harbour nel 1996 dopo un semestre come aiuto-allenatore; fino al 2001 fu incaricato della conduzione della squadra, poi nel 2002 tornò in Inghilterra al Saracens che allenò una sola stagione: dopo essere rimasto fuori dalle finali di campionato e dalla Heineken Cup, la società rescisse il contratto a Shelford e a tutto il suo staff tecnico.
Shelford dovette anche fronteggiare un linfoma, da cui riuscì a guarire nel 2007; da allora collabora come istruttore presso l'International Rugby Academy New Zealand.
Sua cugina Exia Shelford (1975-) è anch'essa un'ex rugbista internazionale: con le Black Ferns, la nazionale femminile della Nuova Zelanda, vinse tre Coppe del Mondo di categoria.

## Palmarès
- Coppe del mondo: 1
Nuova Zelanda: 1987